# Milonia Caesonia
Milonia Caesonia († 41. január 24.) Caligula római császár negyedik felesége.

## Élete
Milonia az 1. század elején született, de a pontos év nem ismert. Születésnapját június 2. és 4. között ünnepelte. A Caesonia nemzetség eredete meglehetősen szerény volt, ekkoriban vált ismertebbé. Anyja egy bizonyos Vistilia volt, akinek hét gyermeke hat apától született. Gyermekei - Milonia féltestvérei - és unokái azonban szép karriert futottak be. Cnaeus Domitius Corbulo 39-ben consuli hivatalt viselt, Claudius és Nero idején jeles hadvezérnek bitonyult, lánya, Domitia Longina Domitianus császárhoz ment feleségül; Quintus Pomponius Secundus 41-ben volt consul suffectus (helyettes consul); Publius Pomponius Secundus 44-ben; Publius Suillius Rufus 43-ban, fia Marcus Suillius Nerullinus 50-ben viselt consuli hivatalt; Servius Cornelius Scipio Orfitusnak pedig a fia, Servius Cornelius Scipio Salvidienus Orfitus lett 51-ben consul.
Apja kiléte nem ismert, egyes feltételezések szerint Caesonius Maximusnak hívták, mások szerint inkább a Milonia nemzetségből származhatott.

### Házasságai
Milonia első férjének neve ismeretlen, de vannak arra utaló információk hogy Rufusnak hívhatták (talán Instanius Rufus, Martialis egyik pártfogója).
Suetonius azt írta Miloniáról, hogy amikor Caligula 39 végén vagy 40 elején feleségül vette, már "sem különösen szép, sem fiatal nem volt, és egy másik férfinak már három leányt szült". Szerinte romlott volt és érzéki, de a császár lángolóan és hűen szerette. Cassius Dio szerint jóval a házasságuk előtt viszonyt folytattak egymással és a közvélemény elítélte frigyüket. Iuvenalis és Suetonius felveti, hogy Caligula őrültsége Milonia szerelmi bájitalának lehetett a következménye. Állítólag Milonia gyakran görög köpenyben, sisakban, oldalán karddal lovagolt a császár mellett, aki így mutogatta a katonáinak; de a barátai meztelenül is láthatták. A barátainak azzal is kérkedett, hogy ha kell, kínvallatással csikarja ki feleségétől, hogy miért szereti annyira.
Az esküvő idején Milonia már előrehaladott terhes volt és lányukat, Iulia Drusillát egy hónappal később szülte meg (Suetonius szerint az esküvő napján).
41. január 24-én Caligulát összeesküvők csoportja meggyilkolta. A szenátus a praetoriánusok ellenállása miatt nem tudta visszaállítani a köztársaságot; ennek hallatán az összeesküvők megölték Milonia Caesoniát és egyéves lányát is. Iosephus Flavius szerint bátran halt meg, odanyújtva nyakát a kard elé.

## Fordítás
- Ez a szócikk részben vagy egészben  a   Milonia Caesonia című angol Wikipédia-szócikk ezen változatának fordításán alapul.  Az eredeti cikk szerkesztőit annak laptörténete sorolja fel. Ez a jelzés csupán a megfogalmazás eredetét és a szerzői jogokat jelzi, nem szolgál a cikkben szereplő információk forrásmegjelöléseként.